# نوردی موکیله
نوردی موکیل مولره (فرانسوی: Nordi Mukiele Mulere‎؛ زادهٔ ۱ نوامبر ۱۹۹۷) بازیکن فوتبال اهل فرانسه است که در پست دفاع راست برای باشگاه ساندرلند در لیگ برتر انگلستان بازی می‌کند.

## عملکرد باشگاهی

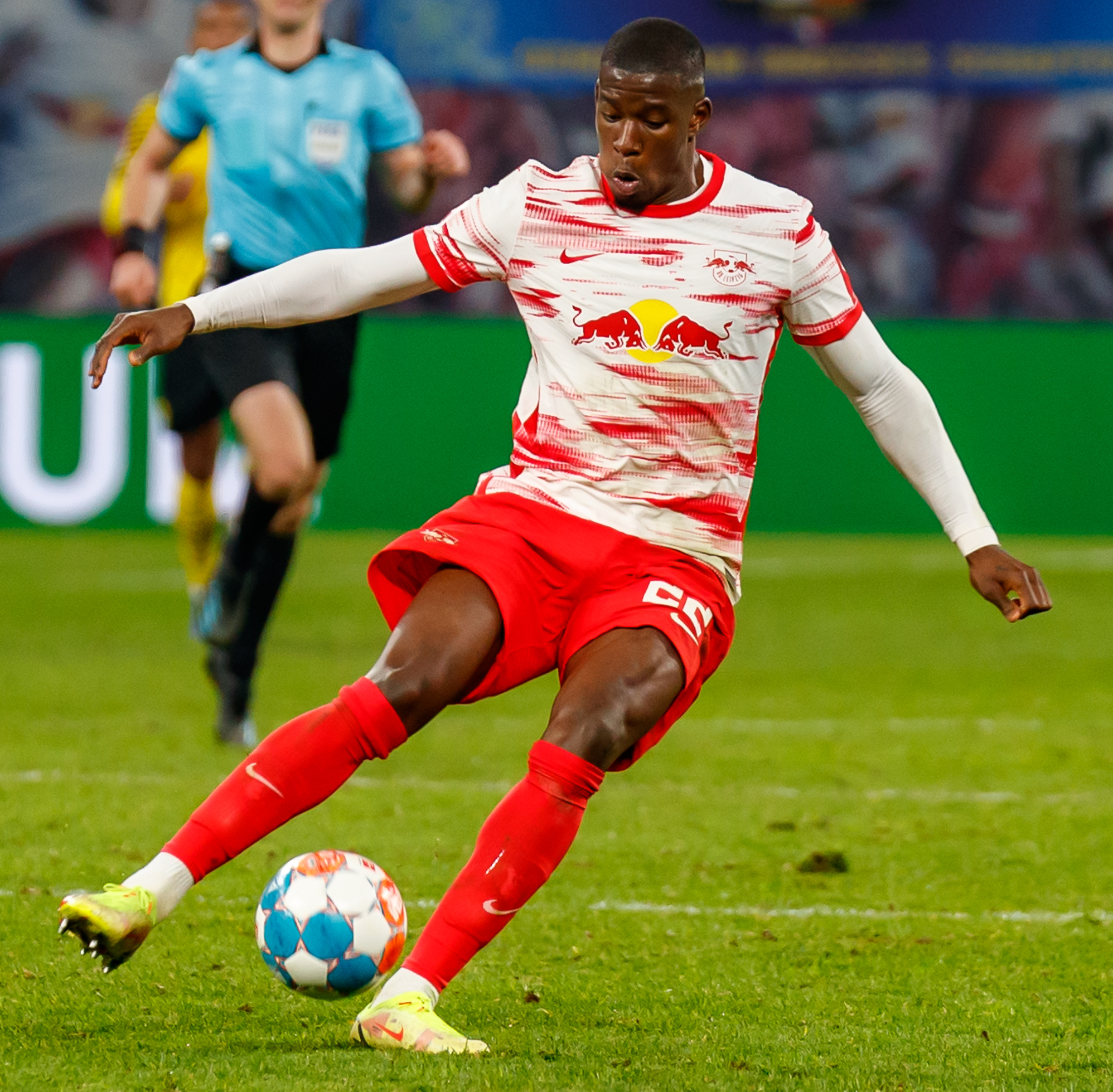
موکیله در بازی لایپزیگ(لایپزیش) - بروسیا دورتموند

### لاوال
موکیله فعالیت حرفه ای خود را در استاد لاوال آغاز کرد و در آنجا در تیم اول در سن ۱۷ سالگی قرار گرفت. او اولین بازی خود را در ۲۸ نوامبر ۲۰۱۴ در یک تساوی ۱–۱ در لیگ ۲ مقابل اوسر انجام داد. وی در حالی که برای لاوال بازی می‌کرد، جلب توجه کرد و سرانجام با هزینه ۱٫۳۵ میلیون یورویی به مون پلیه منتقل شد.

### مون پلیه
موکیله در ژانویه سال ۲۰۱۷ به مون پلیه منتقل شد. او اولین بازی خود را برای این باشگاه در ۲۱ ژانویه ۲۰۱۷ با نتیجه ۲–۰ در لیگ ۱ مقابل متز انجام داد. در سال ۲۰۱۸، موکیله با باشگاه آلمانی لایپزیگ قرارداد امضا کرد.

### لایپزیگ
موکیله در قراردادی که جمعاً ۱۶ میلیون یورو ارزش داشت، برای لایپزیگ قرارداد بست. مدت قرارداد وی پنج سال است. او اولین بازی خود را برای این باشگاه در تاریخ ۲۶ ژوئیه ۲۰۱۸ انجام داد، در مرحله انتخابی لیگ اروپا مقابل هکن که با نتیجه ۴–۰ به پایان رسید. اولین حضور او در بوندس لیگا در ۲ سپتامبر ۲۰۱۸ با تساوی ۱–۱ با دوسلدورف رقم خورد.